# Montferrer
Montferrer er en by og kommune i departementet Pyrénées-Orientales i Sydfrankrig.

## Geografi
Montferrer ligger 54 km sydvest for Perpignan. Nærmeste byer er mod sydvest Le Tech (9 km) og mod øst Arles-sur-Tech (11 km).

## Demografi

### Udvikling i folketal
| 1962                                                              | 1968 | 1975 | 1982 | 1990 | 1999 | 2007 | 2011 | 2017 |
| ----------------------------------------------------------------- | ---- | ---- | ---- | ---- | ---- | ---- | ---- | ---- |
| 255                                                               | 215  | 260  | 226  | 353  | 221  | 202  | 195  | 188  |
| Tal fra og med 1962 er uden dobbelttælling (sans doubles comptes) |      |      |      |      |      |      |      |      |